# Brommat
Brommat település Franciaországban, Aveyron megyében. Lakosainak száma 632 fő (2022. január 1.). Brommat Lacroix-Barrez, Mur-de-Barrez, Saint-Symphorien-de-Thénières, Taussac, Thérondels és Argences-en-Aubrac községekkel határos.

## Népesség
A település népessége az elmúlt években az alábbi módon változott:
| Lakosok száma | 971  | 932  | 861  | 726  | 646  | 639  | 638  | 637  | 637  | 632  |
|               | 1968 | 1982 | 1990 | 2006 | 2013 | 2015 | 2017 | 2019 | 2020 | 2022 |